# 威尼斯宫 (那不勒斯)
威尼斯宫（Palazzo Venezia）是那不勒斯市中心的一座宫殿，位于斯帕卡那波利街。

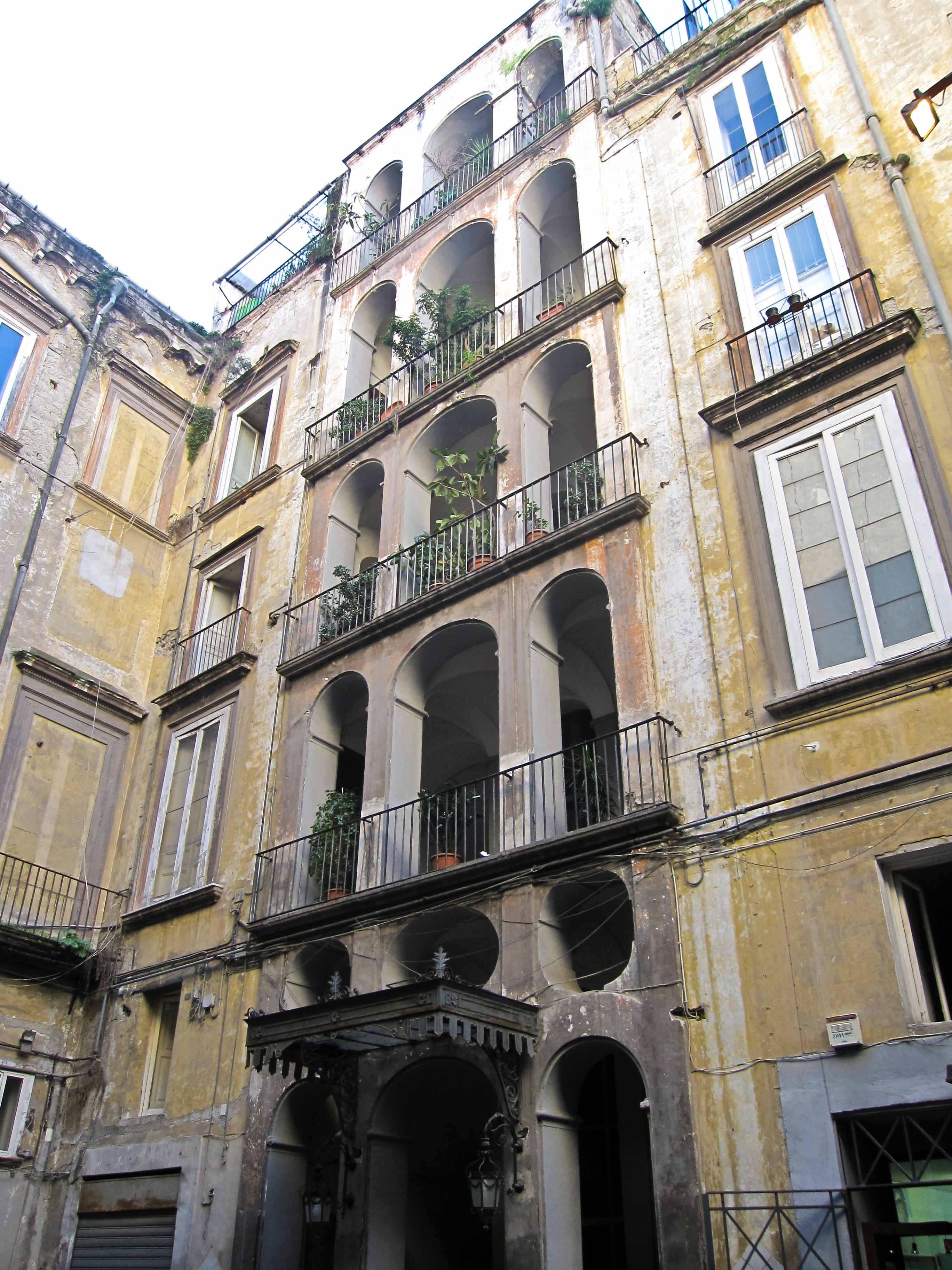
立面

## 历史
1412年，国王拉迪斯劳将这座宫殿交给威尼斯共和国作为使馆。到16世纪，威尼斯宫逐渐荒废，1610年修复。在1646年和1688年地震后，威尼斯宫再次重建。拿破仑战争后，威尼斯宫作为哈布斯堡王朝的产业出售给律师加斯帕雷·卡波恩。该建筑有一个开放的入口楼梯间。